# 奉写一切経司
奉写一切経司（ほうしゃいっさいきょうし）は、律令制における官職。写経所を管理する組織で、称徳天皇発願の一切経書写にあたった。

## 概要
『正倉院文書』では神護景雲元年（767年）九月廿六日付造東大寺司牒が初見であり、宝亀3年（772年）8月11日には「先奉写一切経司」と見えるため、それ以降に廃止されたものと見られる。写経事業は元来図書寮管下で、天平宝字6年（762年）十二月廿一日付文書が初出の「奉写御執経所」が行っていたが、それが母体となって、神護景雲3年（769年）7月から8月の間に改称して奉写一切経司となっている。称徳天皇の願経は当初、奉写一切経司と東大寺奉写一切経所とで書写されていたが、宝亀2年（771年）8月以前にすべて東大寺奉写一切経所へ事業が移されている。次官に任命されている若江王・秦智麻呂はそれぞれ奉写一切経司牒に署判を加えている。そのほか、主典として念林老人・三島県主宗麻呂・因幡国造田作の名が挙げられている。